# Орталан Джамісі
Орталан Джамісі (крим. Ortalan Camisi) — мечеть у селі Орталан Білогірського району Автономної Республіки Крим.
Мечеть знаходиться в північно-східній частині села Орталан (Земляничне) ближче до лісу.
Працює згідно графіку намазів. В приміщенні є спеціальне місце для омиття.